# ヒュンダイ・ジェネシス
ヒュンダイ・ジェネシス （Hyundai Genesis）は、韓国の自動車メーカー、現代自動車が製造・販売していた高級セダンおよびクーペ（ジェネシスクーペ）である。

## 概要
2007年4月にアメリカのニューヨーク・モーターショーにコンセプトカーが出展された。
韓国では2008年1月8日に発売。その直後に開催されたアメリカのデトロイトオートショーに北米仕様の量産モデルが出展され、同年8月にアメリカ市場においては同社として初めて、主要な価格帯が3万ドル超となる高級車として発売された。さらに9月23日に中国でも「ロヘンス（Rohens）」という名称で発売されている。

## ジェネシスセダン

### 初代（BH型、2008年-2013年）
ヒュンダイが自社独自開発したとされるものとしては初となるFR乗用車であり、開発にあたっては他社の高級乗用車、特にレクサス・GS、インフィニティ・Mなどがベンチマークとされた。製造は、韓国の蔚山（ウルサン）工場内に新設された専用ラインで行われる。
ボディサイズは全長4975mm/全幅1890mm/全高1480mm。素材には高張力鋼を、接合には接着剤とスポット溶接を併用し、ベンチマークとされる各車種よりもねじり剛性が12〜14%向上しているという。
エンジンは自社独自開発のV6・3.3L（262馬力・32.2kgm）と3.8L（290馬力・36.5kgm）のラムダ（λ）エンジンを搭載。更に北米仕様車は同じく独自のV8・4.6L（375馬力）タウ（TAU、τ）エンジンが加わる（韓国仕様車は3.3Lと3.8Lのみ）。
トランスミッションは、前期の場合3.3Lと3.8L車がアイシンAW製の6速、4.6L車はZF製6速のAT、後期型は両方ともヒュンダイ製8速ATが組み合わされる。
その他スマート・クルーズ・コントロール（レーダークルーズコントロール。装備されないグレードもある）やアダプティブ・ヘッドランプ（AFS）やスマートエントリーやレキシコン製のオーディオなどといった装備も奢られている。
2009年の北米カー・オブ・ザ・イヤーの乗用車部門を韓国車として初めて受賞している。
ヒュンダイによる高級車としては、三菱自動車との提携によるエクウス初代モデル（輸出名センテニアル。日本では「プラウディア」及び「ディグニティ」として2001年まで製造・販売されていた）がある。
アメリカでの販売については、そのリスクの大きさを危惧する意見がある。原油価格高騰やサブプライムローン問題などの影響で2008年度には乗用車市場の縮小が予想されていることに加え、トヨタ自動車のレクサスやホンダのアキュラのような独立した高級ブランドを展開することなく高級車販売を試みることの困難さが指摘されている。ヒュンダイはこれまで自社の製品を「日本車の安価な代用品」と位置付けていたため、ディーラー網は未整備であり、自前の単独販売店は数少ない。雑多な自動車展示場で2番手・3番手以下のブランドとして販売されている現状は、高級車のイメージとは相反するというわけである。
自動車評論家の国沢光宏は自身の公式ブログにおいて、2007年12月時点において日本市場へは投入されない模様であり、それを理由に日本の自動車評論家による試乗さえもシャットアウトされていると主張している。その一方で、福島県郡山市にあるヒュンダイディーラーの公式ブログでは検討中であるらしいとの記述があり、さらに韓国のニュースサイトが、次いで産経新聞が2009年に日本でも発売すると報じられたが、ヒュンダイの乗用車販売（大型商用バスのユニバースは販売を継続するという）の日本市場からの撤退により、正規輸入・発売の可能性は消滅している。但し、並行ながらも日本においてはクーペの項で記述されている「ジェネシス・ジャパン PROJECT」により、2012年4月より購入が可能となっている。
2011年3月7日、マイナーチェンジ。内外装をリフレッシュさせ商品力を向上させた。エクステリアについてはヘッドライト、リヤコンビレンズ、バンパーを変更。全長は10mm延びて4.985mmとなった。エンジンについてはV6・3.3Lと3.8Lという排気量はそのままに、GDiに換装することで出力と環境性能を向上。同時に、トランスミッションを自社開発の8速ATに切り替えた。
2011年5月17日、後述にもあるとおり2009年ソウルモーターショーに出品後、試験的に3台製作された「ジェネシス・プラダ」（GP（＝Genesis PRADA）500）がマイナーチェンジ後のモデルをベースに限定発売された（2012年モデル：2011年5月17日発表、2013年モデル：2012年9月25日発表。各600台）。インテリアコーディネイトはプラダが担当し、シート素材に同社のバッグと同じサフィアーノを採用している。ボディカラーは3層コート処理された専用色の「ブラックネロ」「ブルーバルティコ」「ブラウンモロ」を用意（2013年モデルでは「ブラウンモロ」は廃止されて2色）。エンジンはこのモデル専用に設定されるエクウスリムジン用V8・5.0Lタウ（430PS、52.0kg・m）を搭載するが、2013年モデルについては、これに加えてV6・3.8LのGDi（GP380）も用意される。
なお、プラダとのコラボレーションの証として、生産番号が記されたシリアルプレートがプラダ全車に備わる。

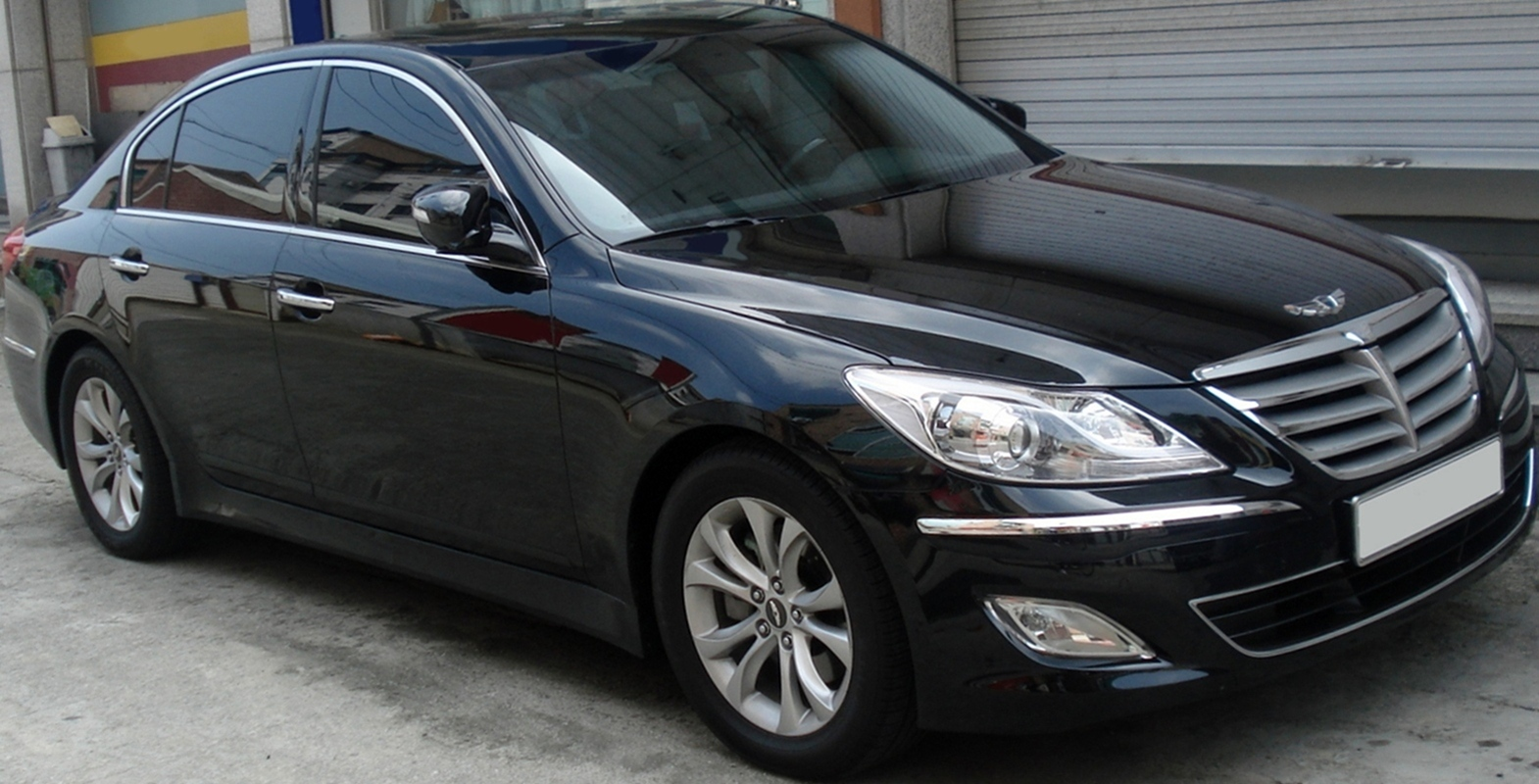
後期 フロント
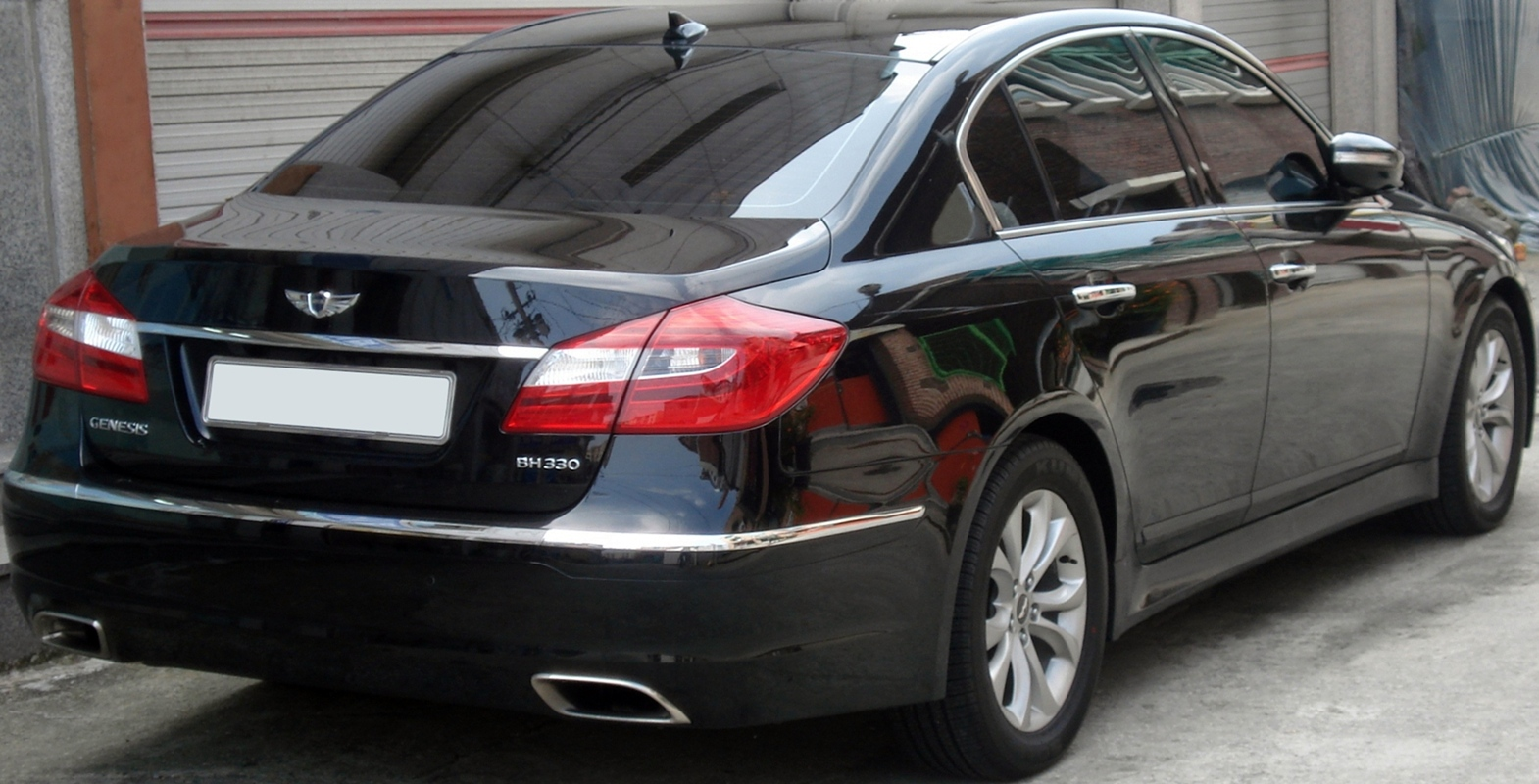
後期 リヤ

### 2代目（DH型、2013年-2016年）
2013年11月26日、韓国にて発表。開発には5000億ウォンが投じられた。エクステリアには近年のヒュンダイのデザインアイコンである「Fluidic Sculpture（流体の彫刻）」を進化させた「Fluidic Sculpture 2.0」を採り入れると同時に、6ライトウインドウに変更してプレミアム性を向上させた。
シャシーは先代をベースとするも、大幅に改良されると同時に、ホイールベースを75mm延長させたことで3.010mmとなり、後席の居住性が向上した。エンジンはV8が5.0L、V6が3.0L、3.3L、3.8Lの3種が設定され、いずれにも8ATが組み合わされる。駆動方式は従来のFRに加え、ヒュンダイ製セダン初の「HTRAC」と呼ばれる電子制御4WDも設定された。外板には初代より頑丈かつ軽量の超高張力鋼板を採用したことで、軽量化と燃費向上を実現している。また、世界初の安全装備として、運転者の眠気を誘う二酸化炭素（CO2）の濃度を検知し、自動的に換気システムを作動させるセンサーも搭載した。
米IIHSによる安全性評価では、世界初の全部門満点を獲得している。
2016年6月2日には、釜山モーターショーにてフェイスリフト版である「G80」が披露、7月発売予定と発表された。その後、同年6月13日から予約を開始、7月7日に正式発表・販売開始したため、むやみな車名変更を忌み嫌うオセアニア市場を除き、「ヒュンダイ・ジェネシス」としての歴史は幕を閉じた。

## 同クラスの車種
駆動方式・ボディサイズ・エンジン排気量・韓国国内市場での価格差、などから以下の車種が同クラスの車種と言える。
- レクサス・GS350
- インフィニティ・M35
- メルセデスベンツ・E350/E200K
- BMW・530i/520i

### アメリカ市場で主に競合が予想される車種
またアメリカ市場においては、価格帯が近い以下のような車種との競合が予想されている。
- クライスラー・300/300C
- トヨタ・アバロン
- ポンティアック・G8（ホールデン・コモドアの北米仕様車）

## その他
- 韓国で2007年末から発売直前まで放映されたテレビCMには、ジェネシスをアウディ・A8とを高速度で正面衝突させる映像が用いられた。これに対してアウディは、アルミニウム製で衝撃を吸収するボディ構造であるA8との衝突映像比較は消費者を惑わすものだとしてヒュンダイを非難している[18]。
- 2007年3月、ジェネシス試作車のデザイン（スケッチ）が公開された。翌月のニューヨーク・モーターショーへの出展に先立つものであったが、フロント部分のトヨタ・カムリとの類似を始め、全体的に他社製品の模倣であるとの印象を持った者が少なくなかったことが報じられた[19]。同様に、ニューヨーク・タイムズはこのデザインを「前からは”トヨタ・カムリ”、横からは”日産・マキシマ”、後ろからは”ビュイック”に見える」と評した[20]。
- ジェネシス専用のエンブレムは、黒色の五角形に一対の羽根をあしらったデザインである。これは韓国と中国市場専用のものであり、販売されるジェネシスにはヒュンダイのCIロゴエンブレムに代えてこれのみが用いられる。逆に、アメリカ市場においては従来同様にヒュンダイのエンブレムで販売されるという[21]。
- 2009年の北米カー・オブ・ザ・イヤーの乗用車部門を韓国メーカー車として初めて受賞している。
- 2009年3月31日にはイタリアの服飾ブランド「プラダ」と提携して開発された特別仕様車「ジェネシス・プラダ」が3台製造され、2台がチャリティオークションにかけられた[22]。
- 2010年の映画『インセプション』で主人公（レオナルド・ディカプリオ）がこの車を運転しているシーンがある。

### クラッシュテスト成績
- 米NCAP[23]：

Frontal Driver（正面衝突・運転席へのダメージ）: 
Frontal Passenger（正面衝突・助手席へのダメージ）: 
Side Driver（側面衝突・運転席へのダメージ）: 
Side Rear Passenger（側面衝突・後席へのダメージ）: 
Rollover（転覆）: 
- "Top Safety Pick" Award 選定（IIHS）[24]

## ジェネシスクーペ
開発コード名「BK」。2007年12月のロサンゼルスオートショーにコンセプトカーが、翌年4月のニューヨーク・モーターショーに量産モデルが出展された。ボディサイズは全長4,630mm、全幅1,865mm、全高1,380mm、ホイールベース2,820mm、エンジンはV6・3.8L（308馬力）の他、直4・2.0Lターボ（212馬力、θエンジン）で、ブレンボのキャリパーも採用されている。ライバルとなる車種としてインフィニティ・G37クーペ（日本名：スカイラインクーペ）の名が挙げられている。
韓国では2008年9月19日に新車発表が行われる予定だったが、労働組合のストライキによって供給が不安定となったため10月13日発表となった。
2011年11月、マイナーチェンジ。2.0L仕様はパワーアップして275ps、変速機も6MT/8ATに変更された。3.8L仕様はGDiを適用して350ps、変速機も6MT/8ATに変更された。

### フォーミュラD仕様車
アメリカではヒュンダイモーターアメリカのバックアップにより全身カーボンパーツで武装したジェネシスクーペのドリフトマシンが製作され、2008年のSEMAショーで展示された。この車両はリース・ミレンのドライブにより同国のドリフト競技「フォーミュラD」2009年シリーズに参戦した。当初ヒュンダイ製のエンジンの製作が間に合わず日産製のエンジンを搭載していると報じられたが、その後ヒュンダイ製のV6エンジンを搭載し、2009年のパイクスピークにおける二輪駆動部門で12:9.397の世界記録を達成した。
なお、この車両はSEMAショー展示時は明るいブルーとシルバー、ブラックを基調としたヒュンダイのロゴをメインに置いたカラーリングだったが、現在はダークブルーのレッドブルカラーとなっている。

### 日本での発売
日本での正規輸入・発売の可能性は、前述のとおりヒュンダイの乗用車販売の撤退により消滅している。
一方86/BRZ登場直前の2010年頃では、もはや世界規模でも見つからない「2リッターFRターボのクーペで、しかも日本円換算で200万円前後」と言うパッケージングが注目され『ドリフト天国』誌上で紹介され、D1ドライバーの今村隆弘（通称：ドリフト侍）が韓国で試乗すると言う企画も行われた。そして前述のリース・ミレンによるドリフトマシンの活躍を受けてか、ディーズ・クラブなどによって設立されたジェネシスクーペ並行輸入事業「ジェネシス・ジャパン PROJECT」により「新車で買える唯一の2Lターボを搭載したFRクーペ」と銘打ち、2Lターボ車の並行輸入開始が発表され、2010年1月に開催された「東京オートサロン」に出展された。
なお、この販売は
- 前述のようにディーズ・クラブが中心となり販売していること
- チューニングパーツメーカーを中心とする国内16社[注釈 5]のパーツが掲載されていること。
- 販売窓口の多くが現在のところチューニング&カスタムカーショップであること

などからどちらかと言うと一般向けへの市販というよりは、チューニング・カスタムベース車両としての販売と思われる。ゆえに、メインとなっているのは2LターボのMT車であるが、2010年8月には3.8Lエンジン+6AT搭載車も販売開始された。更に、前述にもあったようにセダンモデルについても2012年4月より販売されている。
2016年6月、生産終了。

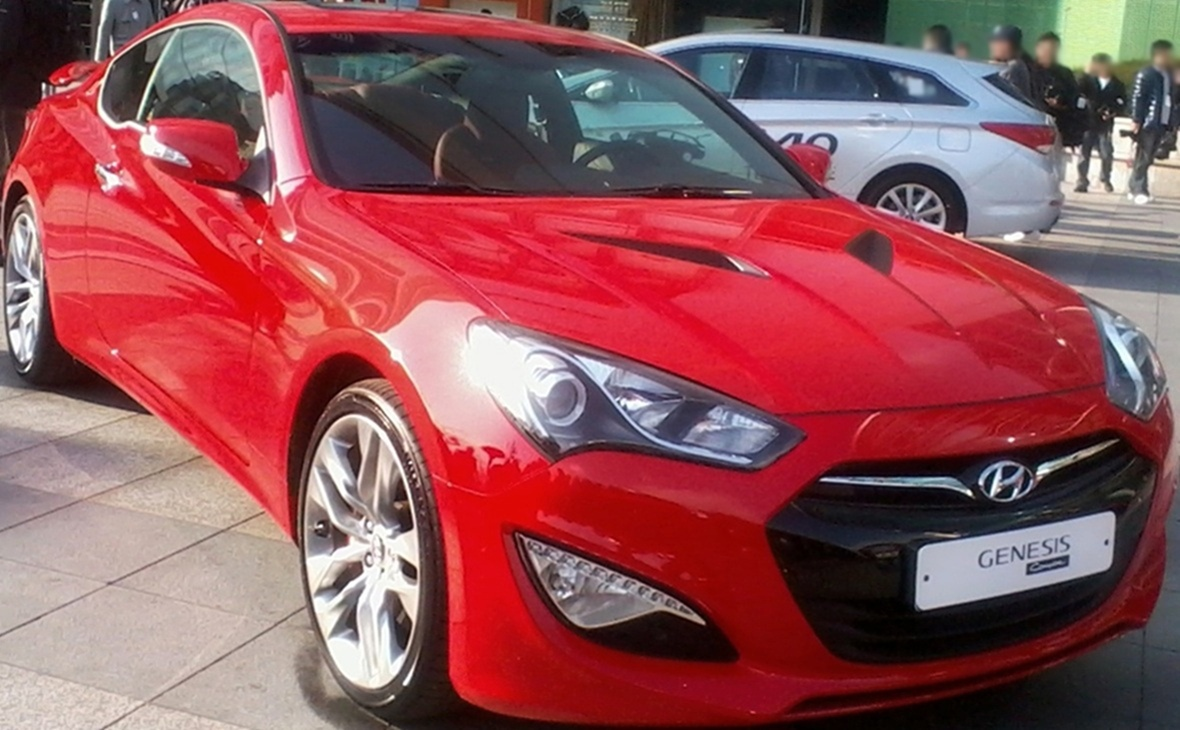
後期 フロント
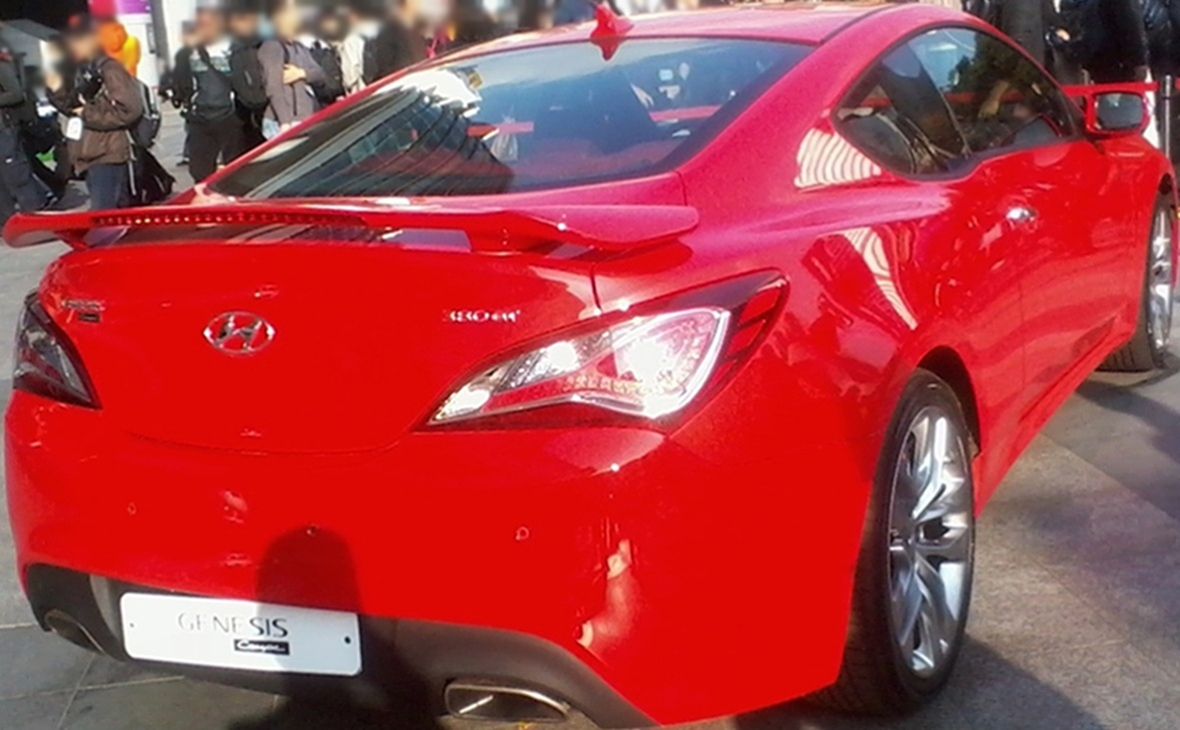
後期 リヤ